# Ямная Рассоха
Ямная Рассоха — река в России, течет по территории Троицко-Печорского района Республики Коми. Устье реки находится в 31 км по левому берегу реки Пожёг. Длина реки составляет 12 км.

## Данные водного реестра
По данным государственного водного реестра России относится к Двинско-Печорскому бассейновому округу, водохозяйственный участок реки — Печора от истока до водомерного поста у посёлка Шердино, речной подбассейн реки — Бассейны притоков Печоры до впадения Усы. Речной бассейн реки — Печора.
Код объекта в государственном водном реестре — 03050100112103000058167.